# Vizcondado de Quintanilla de Flórez
El Vizcondado de Quintanilla de Flórez es un título nobiliario español otorgado en 1651 por el rey Felipe IV de España a  Gabriel Flórez-Osorio y de Quiñones, para él y sus sucesores, teniendo consideración a la calidad y antigüedad de su casa y mayorazgo.  Gabriel era descendiente de rey Alfonso IX de León y de la Casa de Osorio, Marqueses de Astorga. La Real Cédula de Concesión, firmada en Madrid el 24 de septiembre de 1651, concede jurisdicción sobre la villa de Quintanilla de Flórez, en la actualidad, localidad y pedanía del municipio de Quintana y Congosto en la provincia de León.

## Historia del Título
El I vizconde, Gabriel Flórez-Osorio y de Quiñones, señor de la villa de Quintanilla de Flórez y casa de Flórez, procurador en Cortes de León, Comisario del Santo Oficio de la Inquisición, regidor y alcalde de la Santa Hermandad por el estado noble, natural de Destriana, León. Casó con Catalina Osorio de Robles o de Escobar Osorio, señora de Cobrana, bautizada en San Isidoro de León el 24 de mayo de 1618 y fallecida después de 1680, fue hija de Francisco Osorio de Escobar, Familiar de Santo Oficio de la Inquisición y Alcalde de la Santa Hermandad por el estado noble de León, natural de Rizzoli, Nápoles, y de Mariana de Robles, natural de León.
Francisco Luis Flórez-Osorio y Guzmán sucedió a su padre en el título como II vizconde de Quintanilla de Flórez. Francisco se enfrentó en duelo con Manuel Rubín de Celis y Villafañe, señor del Valle del Duerna, hijo de Diego Rubín de Celis, procurador de cortes de la ciudad de León y hermano de Miguel Rubín de Celis, por el amor de María Ana Ruiz de Tenderos de Vivar y Ramírez de Quesada. En la noche del 17 de julio de 1660 Rubín pereció a manos de Francisco quien se acogió en la Basílica de San Isidoro cuyo Cabildo se opuso con armas y palos a la justicia y al pueblo que buscaban al matador. Entraron violentamente en el monasterio pero no hallaron al vizconde. María finalmente entraría de religiosa en el monasterio benedictino de las Hermanas Carbajalas, cerca de la plaza Mayor de León y que conserva un portón del siglo XVI y una iglesia del XVII.
Francisco Nicolás Flórez Osorio, III vizconde de Quintanilla Flórez y señor de Losada, Cobrana, Sésamo y Fresnedo, fue bautizado el 10 de mayo de 1664 en San Isidoro de León, contrajo nupcias el 2 de septiembre de 1680 con Antonia Ana de Tapia Cabeza de Vaca, tataranieta de Pedro de Quiñones, licenciado en la Real Chancillería de Valladolid en la segunda mitad del siglo XVI. Tuvieron por hijos a Manuel, Juan, Pedro, Jerónimo, Catalina y Manuel María. Francisco Nicolás hizo testamento en León el 15 de septiembre de 1698 ante Alonso Álvarez Hevia.
Su hija Catalina Flórez-Osorio y Tapia se casará con su primo Diego Villafañe, Señor del Ferral. La temprana edad de acceso al matrimonio de esta mujer, dieciséis años, generó una larga descendencia: seis varones y cinco mujeres -, de entre los que hay cuatro de los que se desconoce su futuro – dos varones y dos mujeres -. Otros cuatro – dos de cada sexo - se destinaron a la iglesia:  Diego, en 1733 ocupó una canonjía de la catedral; dos años después hacía lo propio su hermano Joaquín. Por su parte, Petronila y Marcela ingresaron en el convento de Santa Catalina. De los tres hermanos restantes,  Jerónima se casó con su primo Antonio José Navarro Rejón de Isla, natural de Villalón de Campos, sus descendientes enlazarán con los Villarroel de Bolaños de Campos y Castromocho, cuya ascendencia enlaza con el apellido Obregón y Ontañón hasta llegar a Pedro de Ontañón, (embajador de los Reyes Católicos en Navarra). Manuel desarrolló su carrera en el servicio de la administración real en Asturias y Madrid, donde acabaría fijando su residencia, casándose en 1761 con Luisa Andreu, natural de Castellón de la Plana. Dos de sus hijos siguieron la estela del padre al servicio del rey: Manuel será oidor en la Audiencia de Valencia y Antolín oficial de la Secretaría de Estado, por lo que ambos alcanzarán como recompensa la orden de Carlos III, como ya la había logrado su progenitor. Finalmente, el heredero del mayorazgo José Villafañe Flórez-Osorio, coronel de infantería del Regimiento de León, solamente tuvo dos hijas: Paula, que se casó en Toro, y la primogénita, Loreto que lo hizo con el marqués de Villacampo.
Manuel Flórez-Osorio fue IV vizconde de Quintanilla de Flórez, su abuela María Conde y Vargas, esposa de Francisco Luis Flórez Osorio, vecina de la ciudad de León, fue su curadora a la muerte de sus padres. Manuel tenía 17 años en 1706, según la tabla genealógica de la familia Flórez, vizcondes de Quintanilla de Flórez de la Real Academia de la Historia, perteneciente a la Colección de Luis de Salazar y Castro.  (enlace roto disponible en Internet Archive; véase el historial, la primera versión y la última).
Jerónimo Flórez-Osorio y Tapia, V vizconde de Quintanilla de Flórez, fue alcalde Perpetuo del Castillo de los Tapia en Rioseco de Tapia. De la familia Tapia surgieron importantes vástagos en el siglo XVI como Andrés de Tapia, soldado y cronista español, que participó con Cortés en la conquista de México, y Gonzalo de Tapia, sacerdote de la Compañía de Jesús, protomártir de Sinaloa en México y autor de una gramática en lengua indígena adaptada con música. 
Pedro Flórez-Osorio, hijo de Jerónimo, casó con Lorenza Teijeiro y Valcarce Osorio de la Carreza, señora del Coto de Perales. Tuvieron tres hijos, Joaquín, Ana y Luisa. Pedro premurió a su padre Jerónimo.
En 1777 Joaquín Flórez-Osorio y Teijeiro de la Carrera sucedió a su abuelo Jerónimo como VI vizconde de Quintanilla de Flórez. Joaquín fue ministro de la Junta Suprema Central y Gubernativa del Reino de España durante la Guerra de la Independencia en el reinado de Fernando VII de España. La Junta estaba presidida por su primo el conde de Altamira y marqués de Astorga, grande de España, caballero del Toisón de Oro, Gran Cruz de la Orden de Carlos III, caballerizo mayor y gentilhombre de Cámara de su majestad con ejercicio. Joaquín casó con Juana de Dios Teijeiro y Rocafull, hija del barón de Polop. Tuvieron una hija, Joaquina Flórez-Osorio y Teijeiro. Tras el fallecimiento de Juana,  Joaquín contrajo matrimonio en segunas nupcias con Jacoba de Coca y Maldonado. 
Al fallecimiento de Joaquín Flórez-Osorio y Teijeiro de la Carrera le sucede en el título el mayor de sus hijos varones Antonio Flórez-Osorio y Coca, VII vizconde de Quintanilla de Flórez y II señor del Coto de Perales. Antonio fue teniente coronel del Regimiento de Infantería León n.º 38, formado por 34 jefes y 591 oficiales de tropa. Entre las distinciones más destacadas de este regimiento durante la jefatuta de Manuel se encuentran la Cruz de Distinción de Vitoria, la Cruz de Distinción de la Fuga de Portugal, la Cruz de Distinción de Palamós, la Cruz de Distinción de Medina del Campo y la medalla conmemorativa de la batalla de Tamames y Tolosa, todas por sus acciones en 1808 a 1814; la Cruz de distinción de Cartagena de Indias en 1820 y el escudo distintivo de Tubarco con la inscripción "Tubarco 1º de septiembre de 1820". 
Al fallecimiento de Antonio Flórez-Osorio y Coca le sucede en el título su otro hermano varón, Manuel Flórez-Osorio y Coca. Manuel falleció sin descendencia legítima en León el 1 de febrero de 1875 y nombró heredero a su sobrino Antonio Méndez y Flórez-Osorio, hijo de su hermana Joaquina Flórez-Osorio y Teijeiro y José Antonio Méndez de Navia y Teijeiro. 
Tras la muerte de Manuel Flórez Osorio y Coca se declara vacante el título en la Gaceta de Madrid.
En el Archivo Central del Ministerio de Justicia de Madrid se conserva el expediente del título, hubo intentos de rehabilitación pero todos con respuesta negativa. 
Entre los documentos aportados por los pretendientes a la rehabilitación hay unos árboles genealógicos que enlazan a Alonso de Quiñones Acevedo, hijo de Antonio de Quiñones Enríquez, con la ascendencia de Alfonso XI de Castilla, pero este Alonso no tuvo descendencia como podemos comprobar en los documentos que se conservan en la Biblioteca del Palacio Real de Madrid sobre el pleito que hubo a la muerte de Leonor de Quiñones, hermana de Alonso de Quiñones, por la posesión del mayorazgo de Los Cilleros fundado por Antonio de Quiñones, padre de ambos. 
El abuelo de Fabiana de Quiñones, madre de primer vizconde, no fue Alonso de Quiñones y Acevedo, que murió sin sucesión, sino Alfonso Álvarez de Quiñones Lorenzana, III señor del valle de Riazo y Coladilla, que casó con María Vázquez de Miranda y tuvo por hijo a Diego Pérez de Quiñones, que casó con Francisca Osorio, (hija de Francisca de Quiñones Osorio, señora de Prioranza y casa de Laciana, casada con Gonzalo Maldonado, la ascendencia de esta señora entronca con Luis Osorio Rojas, obispo de Jaén y hermano del I marqués de Astorga). Esta ascendencia la encontramos en el Nobiliario genealógico de los reyes y títulos de España de Alonso López de Haro.
Otro Flórez-Osorio, José Flórez-Osorio, fue catedrático de la Universidad de Valladolid durante diecinueve años, obispo de Orihuela entre los años de 1727 y 1737 y obispo de Cuenca entre los años de 1737 y 1759 durante los reinados de Felipe V de España y Fernando VI de España. Además de ordenar a Ventura Rodríguez el trazo de la Capilla Mayor de la Catedral de Cuenca y el Transparente, el Obispo Flórez-Osorio destinó abundantes sumas de dinero a la edificación de algunas construcciones de carácter religioso, no solo parroquiales, como la construcción del edificio actual del Seminario de San Julián, sino también algunos hospitales y conventos en Cuenca. A él se debe también la renovación de muchas antiguas iglesias de la Diócesis de Cuenca, especialmente la Iglesia de San Pedro y la Iglesia de San Miguel, tras su encargo al arquitecto José Martín de Aldehuela. 
Los descendientes directos y legítimos de la Casa de Flórez-Osorio incluyen hoy las familias Blasco de Vega, Méndez de la Válgoma y Sánchez, que ostentan el título nobiliario español de condes de Montealegre, y de la Peña Fernández-Garnelo.

## Armas

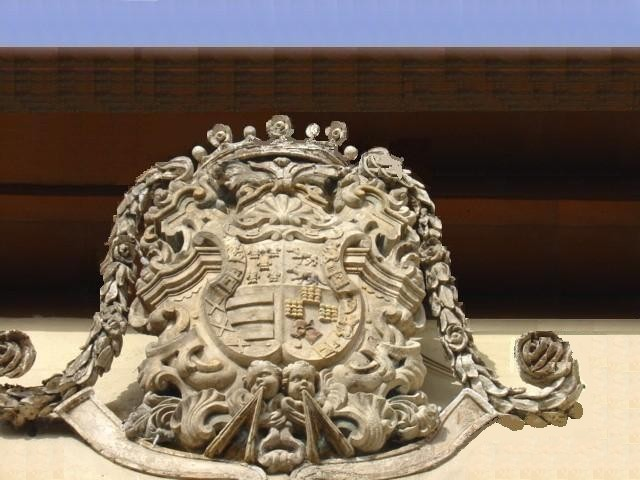
Escudo de armas de los Vizcondes de Quintanilla de Flórez en la Casa Palacio de los Vizcondes de Quintanilla de Flórez en la Plaza de San Isidoro en León.

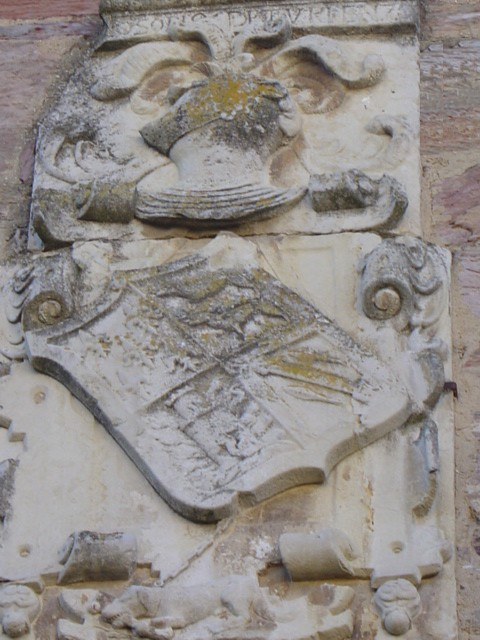
Escudo de armas de los Vizcondes de Quintanilla de Flórez en la fachada del Archivo Diocesano de la Catedral de Astorga.

El escudo de armas de los vizcondes de Quintanilla de Flórez es un escudo cuartelado con las armas de los Osorio (en campo de oro, dos lobos de gules colocados en palo, campana de plata caragada de tres bandas vibradas de azur; bordura de oro cargada de ocho escudetes con las armas de Enríquez: mantelado, el 1 y 2 de gules con un castillo de oro, y el mantel de plata con en león de gules coronado de oro), los Tapia, los Flórez (cinco flores de lis en sotuer sobre campo de oro), los Quiñones y los Cabeza de Vaca. 
Las armas de los Flórez-Osorio encontradas en el Torreón de Turienzo de los Caballeros se encuentran actualmente colocadas en la entrada del Archivo Diocesano de la Santa, Apostólica, Iglesia Catedral de Astorga. Como ilustra la siguiente imagen, los cuatro cuarteles de dicho escudo corresponden a los siguientes apellidos: Flórez, Osorio, Cienfuegos y Turienzo (como apellido toponímico).
Las armas del Obispo José Flórez-Osorio se encuentran en las fachadas del Palacio Episcopal de Orihuela, del Seminario de San Julián construido en el año 1745 sobre la casa de los Marqueses de Siruela y Valverde, y en la Iglesia de San Pedro de Cuenca.

## Patrimonio
Los vizcondes de Quintanilla de Flórez tenían en propiedad una casa palacio en la plaza de San Isidoro de León, una gran dehesa con casona muy cerca de la villa de Trujillo en Extremadura y amplias posesiones en el actual municipio de Quintana y Congosto en la provincia de León. También tuvieron propiedades en las villas de Astorga y Brimeda. Y fueron señores de las localidades y villas de Losada, Fresnedo y Cobrana (aún subsisten las ruinas de un palacio de su propiedad) en la comarca del Bierzo. 

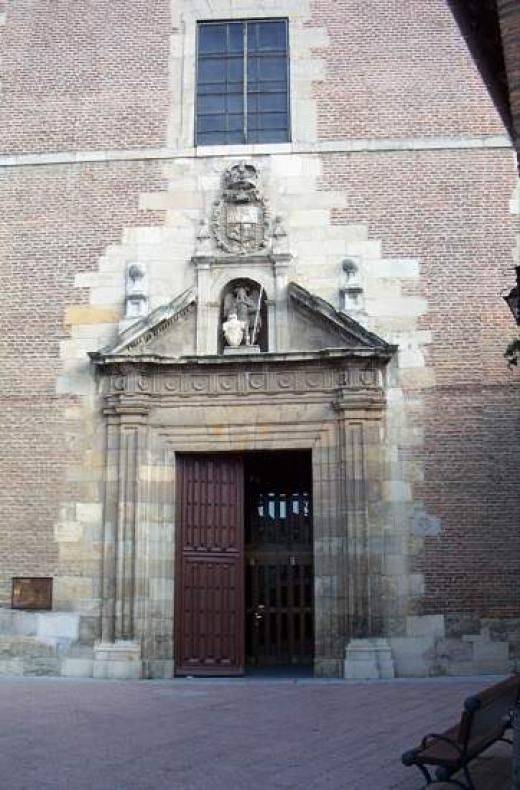
Los vizcondes de Quintanilla de Flórez tenían silla y panteón propios en la iglesia renacentista de Santa Marina La Real en León.

El palacio es una sobria y noble casona construida en el siglo XVII, ejemplo de la arquitectura nobiliaria leonesa. Se encuentra junto a la Real Colegiata Basílica de San Isidoro de León y el palacio de Berenguela de Castilla, antepasada de los vizcondes, cedido a la basílica por Fernando II de Aragón, conocido como Fernando el Católico. En su balcón central campean las armas. Se conservan las caballerizas, un pozo con brocal de piedra, una regia escalera y una antigua capilla con vitrales. Bajando a los sótanos se encuentra tapiado un pasadizo subterráneo que comunicaba con la basílica. Ante el palacio, en el jardín municipal, se encuentra la columna trajana y el laurel, que se levantó y se plantó, respectivamente, el 10 de junio de 1968 conmemorando el XIX centenario del nacimiento de la ciudad de León. El laurel lo trajo el alcalde de Roma, con un cesto de tierra, todo del Capitolio de Roma, como un tributo de la ciudad de los Césares a su hija León, en reconocimiento de su origen romano. 
Los vizcondes de Quintanilla de Flórez tenían silla y panteón propios en la iglesia renacentista de Santa Marina La Real, construida en 1571 como capilla del Colegio de los Jesuitas.
Para perpetuar la memoria de esta ilustre familia aristocrática leonesa, la ciudad les dedicó la Plaza del Vizconde, otro lugar sugestivo del casco histórico y monumental de León.

## Descendientes del señor de Alcedo
- Pedro Álvarez de Quiñones, señor de la casa de Luna, casa con Violante Ponce de León, (la descendencia de su hijo Suero enlazará con Alfonso XI de Castilla por el matrimonio de Diego Fernández de Quiñones II, I code de Luna con Juana Enríquez y de Guzmán, padres de Antonio de Quiñones, fundador del mayorazgo de los Cilleros de  Rodrigo que quedó sin sucesión y cuyo pleito ganó Gabriel Nuñez de Guzmán, señor de Toral)
- Ares Pérez de Quiñones, señor de Alcedo, casa con Teresa López de Mendoza (hermano de Suero, del que descienden los condes de Luna)
- Suer Pérez de Quiñones, con Mencía Alonso Valdés, señora de Cerrado y Gaña
- Velasco Pérez de Quiñones, señor de Alcedo, con Mª González de Villasimpliz
- María de Quiñones, casa con Lope Rodríguez de Lorenzana
- Suero Pérez de Quiñones y Lorenzana, casa con Mª Álvarez de Rabanal, sra. de Río de Lago
- Alfonso Álvarez de Quiñones Lorenzana, casa con Mª Vázquez de Miranda.
- Diego Pérez de Quiñones y Miranda, IV señor del valle de Riazo y Coladilla, casa con Francisca Osorio
- Fabiana de Quiñones Osorio y Miranda x Juan Flórez y Osorio (1545-1615), I señor de Quintanilla de Flórez
- Gabriel Flórez-Osorio y de Quiñones (1595-1652), I vizconde de Quintanilla de Flórez
- Luis Flórez Osorio (1635-1710), II vizconde de Quintanilla de Flórez
- Francisco Nicolás Flórez Osorio y Guzmán (1639-1720), III vizconde de Quintanilla de Flórez
- Manuel Flórez Osorio y Tapia IV vizconde de Quintanilla de Flórez, le sucede su hermano
- Jerónimo Flórez-Osorio y Tapia (1690-1777), V vizconde de Quintanilla de Flórez
- Pedro Flórez-Osorio (1720-1770), muere antes que su padre, sucede su hijo:
- vJoaquín Flórez-Osorio y Teijeiro de la Carrera (1740 - 1825), VI vizconde de Quintanilla de Flórez
- Antonio Flórez-Osorio y Coca (1790-1832), VII vizconde de Quintanilla de Flórez
- Manuel Flórez-Osorio y Coca (1792-1875), VIII Vizconde de Quintanilla de Flórez

Descendientes:
- Antonio Méndez y Flórez-Osorio (1820–1895)
- Antonio Méndez y Roldán (1835-1905),
- Eduardo Méndez de la Válgoma (1862-1936), .